# Portugal... Minha Saudade
Portugal… Minha Saudade é um filme brasileiro de 1973, do gênero comédia dramática, dirigido, produzido e estrelada por Mazzaropi. O filme teve locações em Taubaté, Coimbra, Fátima e Lisboa.

## Sinopse
Sabino (Mazzaropi), nascido em Portugal, vivendo no Brasil desde a infância, tem um irmão gêmeo chamado Agostinho, que vive em Lisboa. Mas Sabino é muito pobre, mora de favor na casa de um filho casado e esconde sua situação do irmão. Ele ganha a vida vendendo frutas numa carriola nas ruas de São Paulo. Sua simplicidade irrita a sogra de seu filho, que também mora na casa. Os conflitos constantes entre eles criam uma situação insustentável, que faz o filho, aconselhado pela esposa e pela sogra a internar o pai num asilo. Agostinho chega inesperadamente e, inconformado com o que fizeram ao irmão, leva-o para Lisboa.

## Elenco
- Amácio Mazzaropi - Sabino da Silva/Agostinho da Silva
- Gilda Valença - Afonsina da Silva
- Fausto Rocha - Juca Honório da Silva
- Pepita Rodrigues - Lídia
- Dina Lisboa - Dona Pacheca "Dona Pixoxó"
- Elizabeth Hartmann - Esposa do homem acidentado
- David Neto - enfermeiro do asilo
- Carlos Garcia - Homem acidentado
- Ana Luisa de Barros Lancaster - Aninha
- Augusto César Ribeiro - Homem do Bar
- Adelaide João - cunhada de Sabino
- Júlio César - sobrinho de Sabino
- Marília Gama
- Angela Maria - cantando no Asilo no fim de ano